# Институт изящных искусств Нью-Йоркского университета
Институт изящных искусств Нью-Йоркского университета (англ. New York University Institute of Fine Arts, сокр. IFA) — учебное заведение в составе Нью-Йоркского университета.

## История
История искусства стала отдельной областью изучения в Нью-Йоркском университете в 1922 году, когда молодой ученый-архитектор Фиске Кимбалл был назначен профессором литературы искусств и дизайна. В 1932 году аспирантура Нью-Йоркского университета по истории искусства переехала в Верхний Ист-Сайд, чтобы преподавать в залах Метрополитен-музея. В 1936 году аспирантура переехала на второй этаж отеля Carlyle Hotel на Мэдисон-авеню.
Под руководством председателя Уолтера Кука в 1937 году учебное подразделение было переименована в Институт изящных искусств. Перед Второй мировой войной институт был значительно усилен профессорами-беженцами из немецких и австрийских учебных заведений. В их числе были: Эрвин Панофский, Вальтер Фридлендер, Карл Леман, Юлиус Хельд и Ричард Краутхаймер.

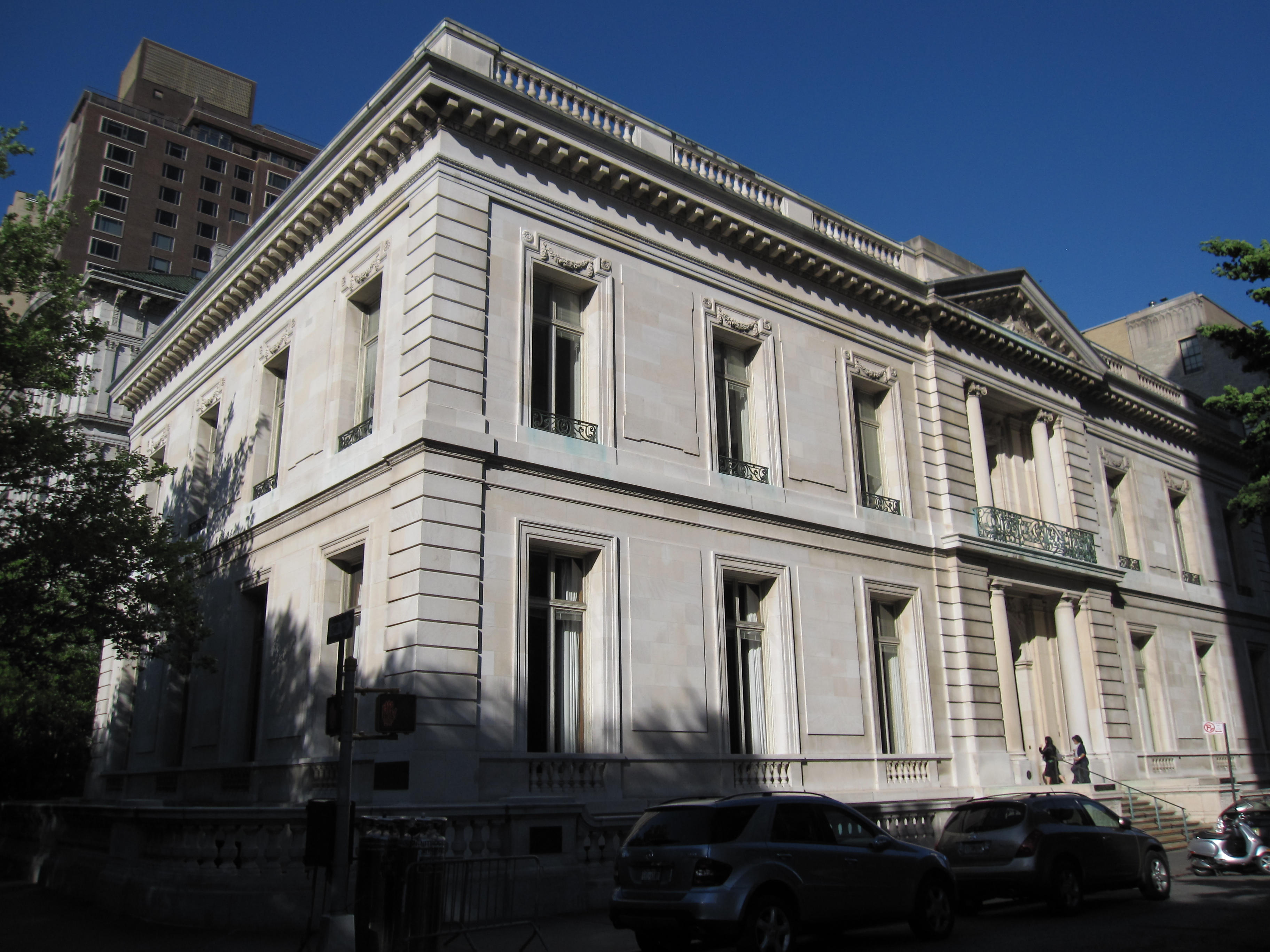
Здание Джеймса Дьюка

В 1958 году председателем консультативного комитета института Лаудером Гринуэем (исполнял обязанности директора с 1948 по 1951 год), было организовано приобретение и преобразование дома Джеймса Дьюка в штаб-квартирe института. К концу этого же года архитектор Роберт Вентури завершил реконструкцию дома для нужд института. В 1960 году институт создал у себя Центр консервации (Conservation Center), который в 1983 году переехал в Stephen Chan House Conservation Center, находившийся через дорогу от штаб-квартиры Института изящных искусств.
Скульптор Луиза Буржуа, которая была замужем за Робертом Голдуотером в то время, когда он преподавал в IFA, пожертвовала институту все шесть экземпляров своей работы «The Institute» (2002, серебро) в 2005 году. Один из экземпляров сейчас находится в столовой на первом этаже института, известной как «Мраморная комната». Скульптура представляет собой масштабную модель дома Джеймса Дьюка со съемной крышей и крошечными комнатами внутри.
В числе художников, изучавших искусство в этом учебном заведении, крупные живописцы современности: Эд Рейнхардт, Джордж, Мачюнас, Филип Пёрлстайн.